# تصيير ثلاثي الأبعاد
التصيير ثلاثي الأبعاد هو العملية للرسوم الحاسوبية ثلاثية الأبعاد التي تقوم بتحويل وإخراج شبكة المجسمات ثلاثية الأبعاد إلى صور ثنائية البعد. يمكن أن تكون الصور الناتجة (أو المتصيرة) هو صور ثلاثية البعد تصل لدرجة الواقعية أو صور ثلاثية الأبعاد بطابع تخيلي أو كارتوني الأسلوب.

## طرق التصيير

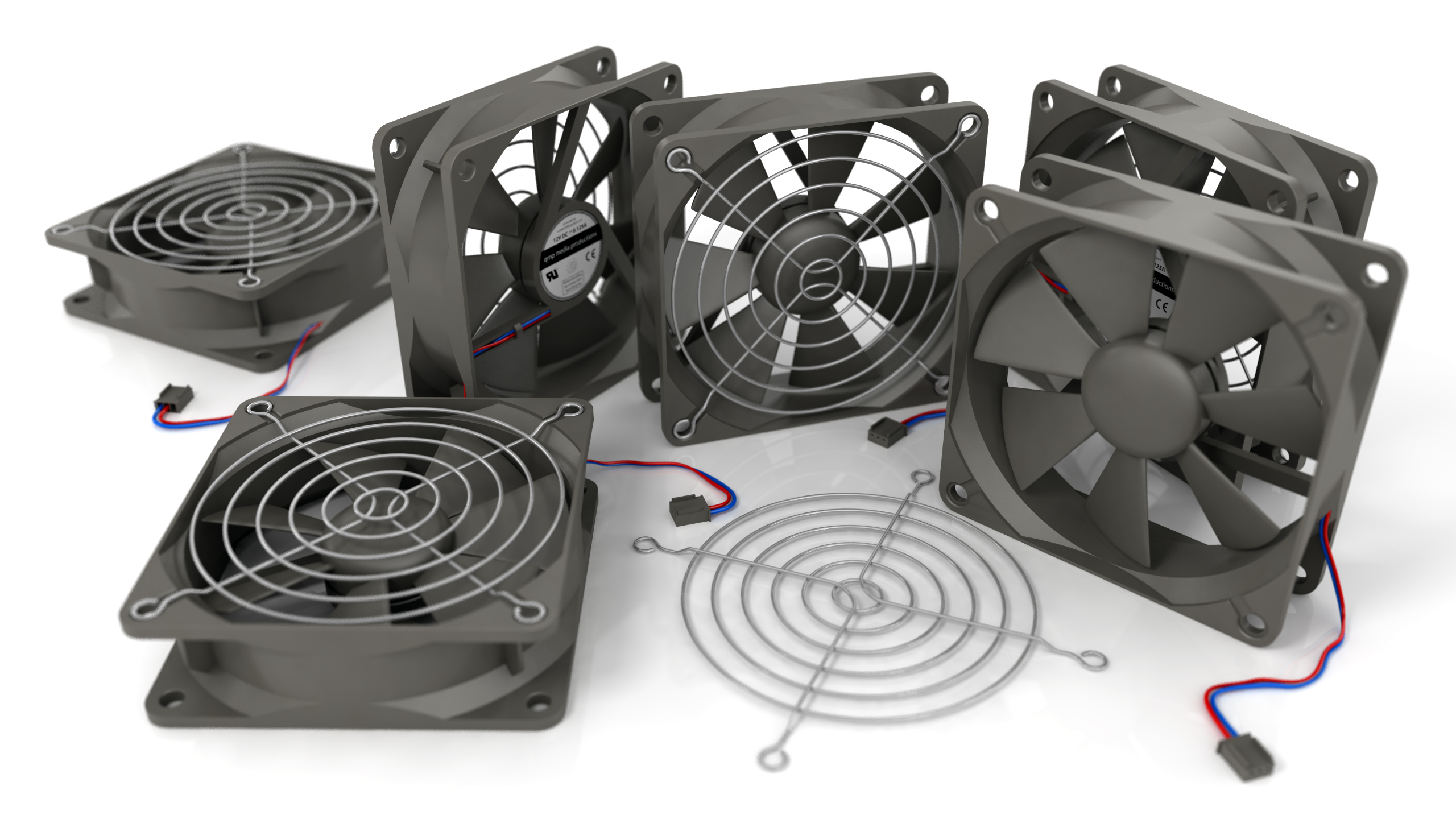
إخراج صورة ثلاثية الأبعاد لست مرواح حاسوبية. تقنيات مثل عمق الحقل والخامات الإجرائية تم استخدامها هنا.

التصيير هو العملية الأخيرة لإنتاج صورة ثنائية البعد ثابتة أو رسوميات متحركة من المشهد المعد مسبقاً. يمكن مقارنة هذه العملية بلحظة التقاط لبصورة أو تسجيل المشهد بعد القيام بكامل الإعدادات والتجهيزات للمشهد. هناك عدة تقنيات، معظمها متخصصة، لتصيير المشهد ثلاثي الأبعاد. منها إخراج المشعد كشبكة متصلة لكل مجسم مضلع إلى تقنيات متقدمة مثل: التصيير بـ السكان لاين. تتبع الإشعاع. أو الـراديوسيتي. عملية تصيير المشهد قد تستغرق ما بين أجزاء من الثانية إلى أيام لإخراج الفريم (الإطار) الواحد. 

### التصيير الآني أو اللحظي

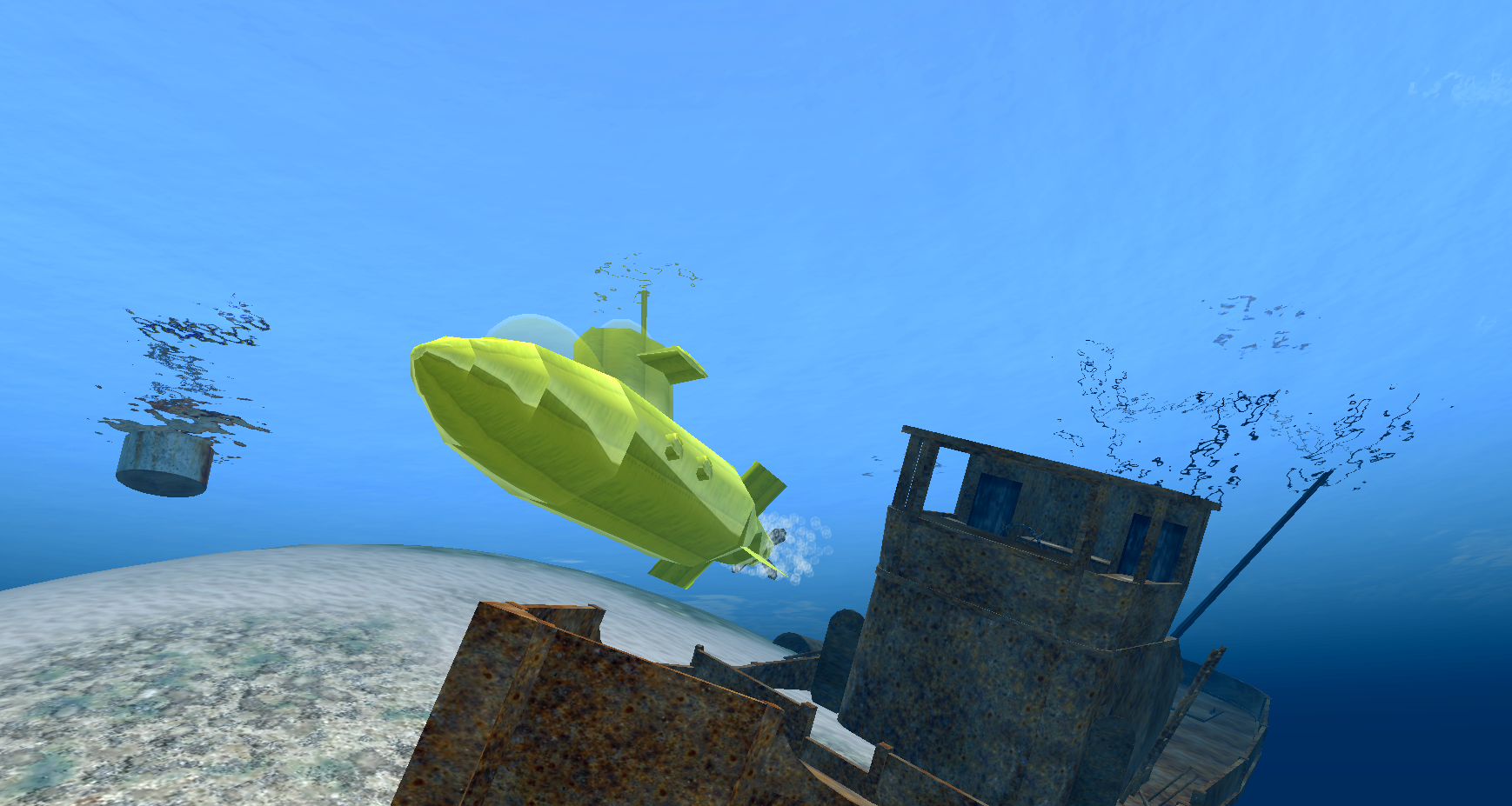
صورة ملتقطة من Second life. مثال لمحاكاة حديثة تخرج/ تصيير الإطار الواحد أو الفريم في نفس اللحظة.

التصيير أو الإخراج للوسائط التفاعلية مثل الألعاب والمحاكات يتم حسابها وعرضها في نفس اللحظة للتفاعل. بمعدل تقريبي ما بين 20 و 120 إطار أو فريم في الثانية. في التصيير الآني أو اللحظي يكون الهدف إظهار أكبر كم من المعلومات التي تستيطع العين التقاطها في جزء من الثانية. الهدف الرئيسي هنا هو تحقيق أعلى قدر من الواقعية في أقل مدة تصيير للإطار الواحد ممكنة (تقريبا 24 فريم أو إطار للثانية الواحدة. لأن هذا يعتبر الحد الآن للحفاظ على الإيحاء بالحركة لهذه الصور المتتالية).  في الحقيقة ظ، يتم استغلال الطريقة التي تقوم العين المجردة بتفسير ماتراه وبالتالي الصورة النهائية المصييرة قد لاتحاكي بالضرورة العالم الحقيقي ولكنها من القرب ماكان مما تستطيع العين تصديقه. البرنامج المستخدم للتصيير قد يحاكي بعض المؤثرات الموجودة في العالم الحقيقية مثل توهج العدسة أو عمق الحقل أوتشتت الحركة. هذه تعتبر محاولات لمحاكاة الظواهر المرئية الناتجة من خصائص الكاميرات المستخدمة في التصوير في العالم الحقيقي ووخصائص العين أيضا. هذه المؤثرات تضفي طابعا من الواقعية للمشهد المُصَير يالرغم من انه فقط تأثير مصطنع من البرنامج فقط ليحاكي الكاميرا في العالم الحقيقي. هذه الطريقة في التصيير تعتبر الأساسية في ألعاب الفيديو والعوالم التفاعلية ومجال لغة نمذجة الـواقع الافتراضي. النسارع المضطرب للأمكانيات الحاسوبية اتاح امكانية كبيرة لتحقق أعلى درجة من الواقعية حتى في استخدام تقنية التصيير اللحظي للإخراج. من هذه التقنيات التي تستهلك كم عالٍ من المعالجة تقنية تصيير المجال العالي الدايناميكي. التصيير الآني غالباً يكون باستخدام المضلعات ويساعده في الإخراج وحدة معالجة الرسوميات للحاسب نفسه.

### التصيير غير اللحظي أو الآني (التقليدي)

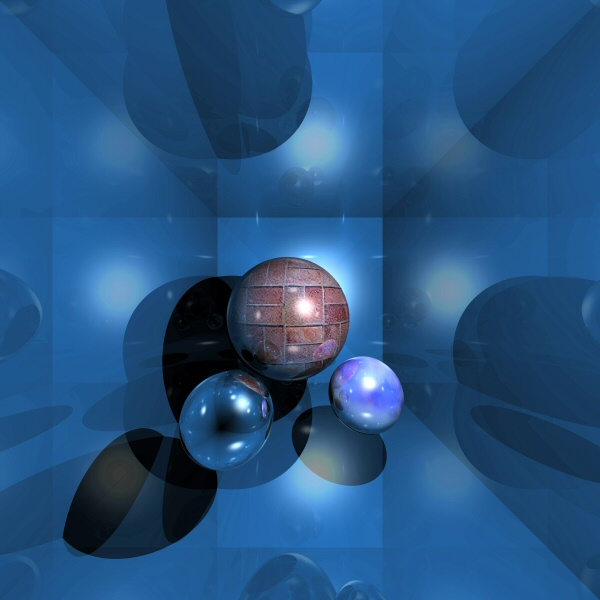
مثال لصورة مصييرة أو مخرجة بتقنية تتبع االإشعاع. إخراج هذه الصورة قد يستغرق ثوان أو دقائق.

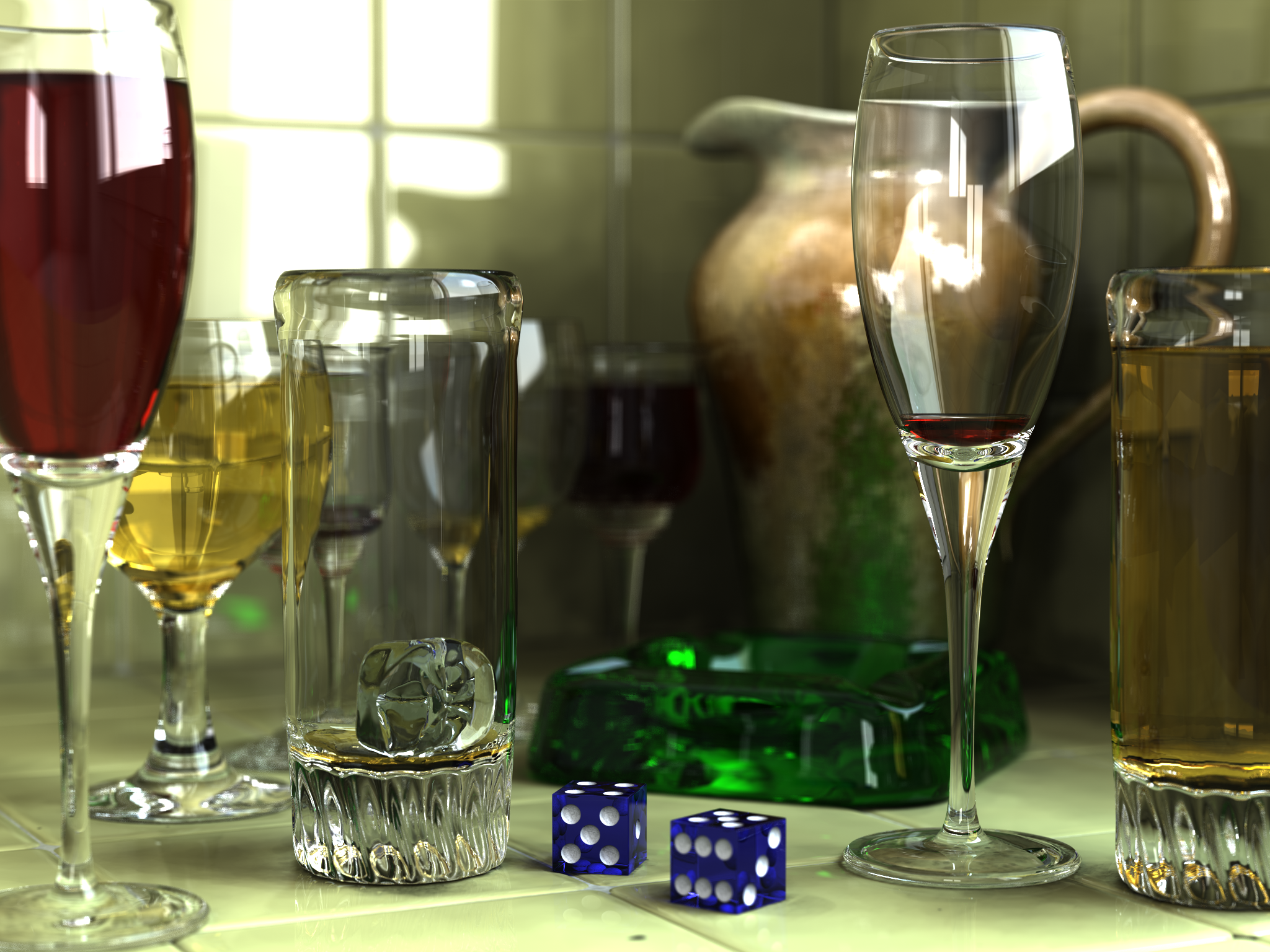
صورة مصييرة بالحاسب. انشإت من قبل جيليس تران

عندما يكون الهدف هو الواقعية في الإخراج لهذه الأعمال. تستخدم حينها تقنيات مثل تتبع الأشعة أو الراديوستي. هذه التقنيات هي المستخدمة في الأعمال الفنية والوسائط الرقمية. تم تطوير تقنيات أخرى أيضا لمحاكاة المؤثرات التي تحدث في الطبيعة مثل التفاعل بين الضوء والاشكال المختلفة للمادة. مثلا أنظمة الجزيئات (التي يتم عن طريقها محاكة المطر أو الدخان أو النار) أو المعاينة الحجمية (لمحاكاة الضباب، الغبار وغيرها من المؤثرات المحيطية) أو الأشعة المتكسرة (Caustics) لمحاكاة الضوء المرتكز على أسطح غير متساوية في انكسار ضوءها الساقط عليها مثل اضاءة المتموجة في قاع المسبح. من هذه التقنيات أيضا مايسمى بـ الانتشار مع تحت السطحي (الذي يحاكي انعكاس الضوء تحت احجام الاجسام الصلبة مثل جلد الإنسان).

### الانعكاس وتضليل المجسمات
مميزات الانعكاس/ الانتشار والتظليل تستخدم لوصف مظهر أي مجسم. بالرغم من ان هذي المميزات تعد مشاكل بحد ذاتها، تدرس هذه المميزات تقريباً بشكل كامل من منظور علاقتها بالتصيير. رسوميات الحاسب ثلاثية الأبعاد تعتمد بشكل رئيسي على صيغة انعكاس مبسطة تدعى (Phong Reflection Model) أو صيغة فونق للانعكاس. أما بالنسبة لانكسار الضوء فأحد المبادئ المهمة يسمى قرينة الانكسار. في أغلب تطبيقات البرمجيات ثلاثية الأبعاد هذا المصطلح يعبر بقيمة تسمى «معدل الانكسار» (Index of Refraction). التضليل يمكن أن يقسم إلى جزئيتين متعامدتين والتي يتم دراستها بشكل مستقل كلٌ على حدة:
- الانعكاس/ الانتشار: تشرح كيف أن الضوء يتفاعل مع سطح معين في نقطة معينة.
- التظليل: تشرح كيف تختلف خواص الخامة المستخدمة لإكساء المجسم في أنحاء الأسطح المختلفة للمجسم.

#### الانعكاس

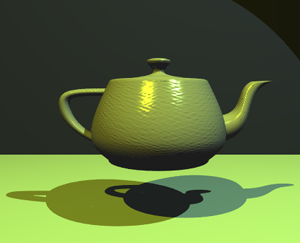
إبريق شاي يوتاه

الانعكاس أو التظليل هو العلاقة بين الإضاءة الداخلة (الساقطة) والخارجة في نقطة معين على السطح. وصف هذه العلاقة والانتشار للضوء تعبر بدالة تسمى دالة توزيع الانتشار ثنائي الإتجاه (BSDF). بعض تقنيات التصيير الخاصة بالانعكاس في البرمجيات الثلاثية الأبعاد مثل:
- التظليل الثابت: تقنية تظلل كل مضلع في المجسم بناء على الخط المعياري لهذا المضلع وموقع وشدة إضاءة مصدر الضوء.
- تظليل جوراد : اخترعت من قبل هنري جوراد عام 1971 وهي تعتبر تنقية سريعة تراعي الامكانيات الحاسوبية المتوفرة. تعتمد هذه التقنية على كل نقطة في المجسم لانتاج أسطح سلسلة التظليل.
- التوصيف السطحي: تقنية تحاكي كمية كبيرة من التفاصيل لأي سطح عن طريق توصيف شكل أو مظهر (باسنخدام صور جاهزة) وتطبيقها على المضلعات للمجسم.
- تظليل فونق : إخترعت من قبل بوي تونج فونق وتستخدم لمحاكاة لمعان الاسطح وملوسة الأسطح المضللة.
- التوصيف للنتوءات : إخترعت هذه التقنية من قبل جيم بلين. هذه التقنية تقوم باظطراب الخط المعياري لكل مضلع لمحاكاة النتوءات في الأسطح.
- التظليل الخلوي: تقنية تحاكي منظر الرسوم المتحركة المرسومة باليد.

#### التظليل
التظليل يعالج مسألة كيف تتوزع الأنواع المختلفة من الانتشار على أنحاء سطح المجسم (كمثال أي دالة تطبق وفي أي مكان). هذي التوصيفات تعبر داخل البرنامج ثلاثي الأبعاد عن طريق خاصية  تسمى المضلل أو Shader . مثال بسيط للمضلل هو التوصيف السطحي الذي يستخدم صورة لتعريف لون كل نقطة على سطح المجسم مما يعطي هذا المجسم واقعية وتفاصيل أكثر.

### الانتقال
الانتقال يشرح كيف الإضاءة في مشهد ما تنقتل من مكان لآخر. خاصية «الرؤية» أو Visibility تعتبر مكون أساسي في انتقال الضوء.

## وصلات خارجية
- كيف تعمل الأشياء - الرسومات ثلاثية الأبعاد (بالإنجليزية)
- «تاريخ الرسومات الحاسوبية» (سلسلة مقالات) نسخة محفوظة 2 مارس 2007 على موقع واي باك مشين. (بالإنجليزية)
- أفضل 25 برمجية تصيير ثلاثي الأبعاد (بالإنجليزية)